# Villa Lauro Lancellotti

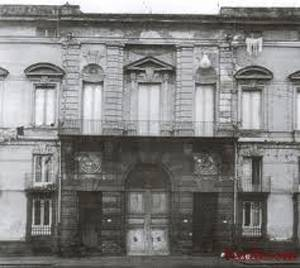
La facciata originaria di Palazzo Lauro Lancellotti

Villa Lauro Lancellotti è una delle ville vesuviane del XVIII secolo. Si trova a Portici, lungo corso Garibaldi.

## Storia

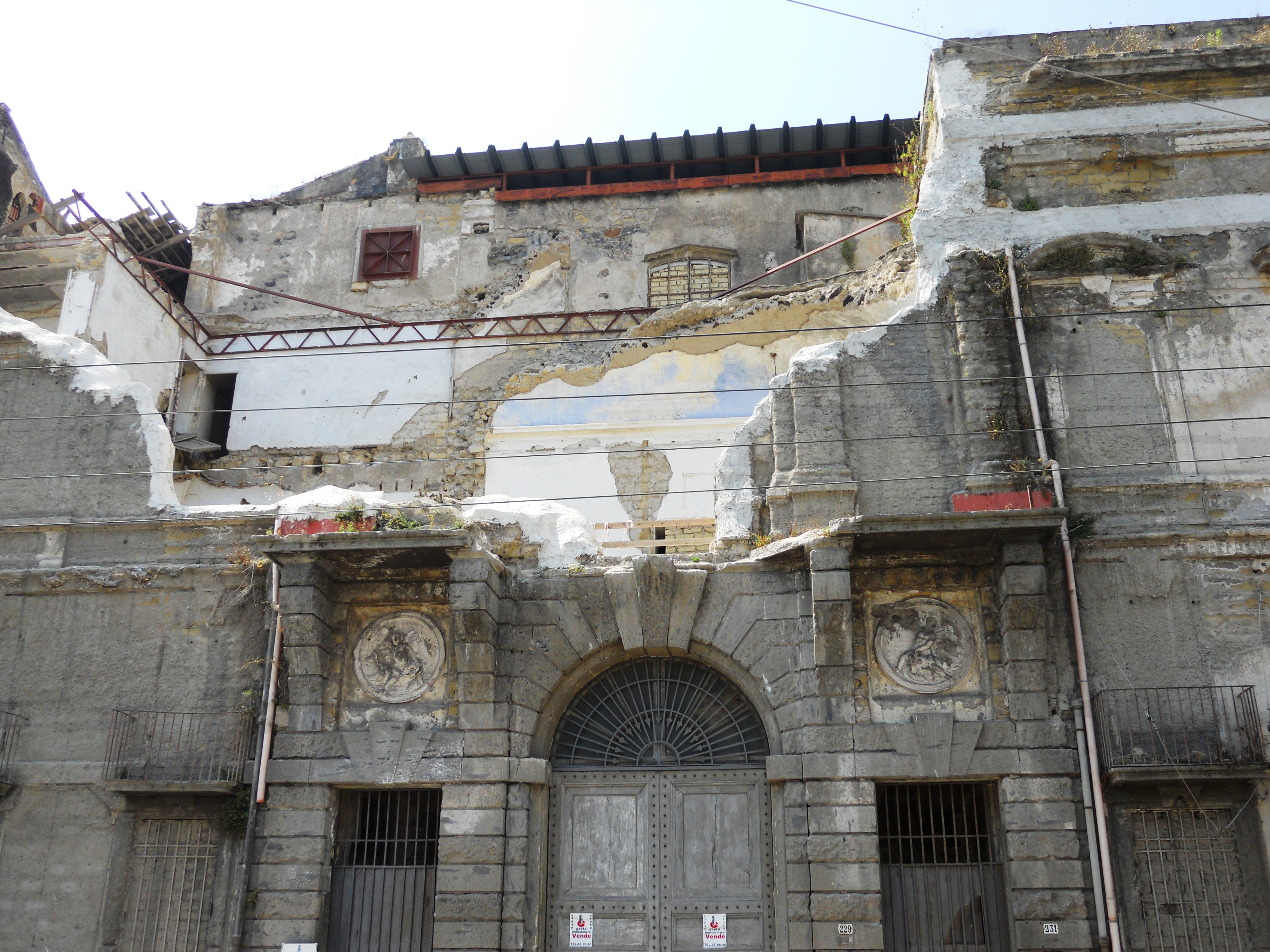
La facciata di Palazzo Lauro Lancellotti dopo il crollo del 17 marzo 2011

La villa fu edificata nel 1776 su commissione del principe Scipione Lancellotti, il quale, stando esclusivamente a quanto afferma Nicola Nocerino nel 1787, assegnò il progetto dell'edificio a Pompeo Schiantarelli, architetto romano di estrazione fughiana. In seguito alla morte dell'ultimo discendente della famiglia nobiliare, il palazzo fu suddiviso in appartamenti e successivamente abbandonato. La mancanza di interventi di manutenzione e consolidamento, ha creato negli anni problemi di sicurezza pubblica.
Dopo la scomparsa di Natalia Massimo Lancellotti, ultima residente della villa, avvenuta nel 2006, la proprietà è passata a diversi eredi. Successivamente, il complesso monumentale è stato acquistato dalla famiglia di imprenditori Fiore per la somma di 600.000 euro.
Il 17 marzo 2011, proprio durante le celebrazioni per il 150º anniversario dell'Unità d'Italia, la parte centrale della facciata settecentesca e parte delle volte decorate sono crollate. Le cause dell'evento sono tuttora da accertare, ma sembra che le incessanti piogge verificatesi giorni prima dell'evento abbiano contribuito a compromettere la stabilità della struttura.
Nel 2019 sono finalmente cominciati i lavori di restauro che riporteranno la villa alle forme originarie. Nel 2022 è stata completata la ricostruzione della facciata. I privati che l'hanno acquisita la destineranno a struttura ricettiva di lusso.

## Descrizione
La villa prospetta lungo il corso Garibaldi, essa si eleva su un piano compreso il pian terreno e il mezzanino. La facciata è tripartita, la parte centrale è caratterizzata dagli effetti del bugnato rustico; il pian terreno presenta tre portali, quello maggiore a tutto sesto, mentre i laterali sono alti fino all'imposta dell'arco del principale e sormontati da due medaglioni scolpiti che poggiano sulla piattabanda dell'ingresso. Dall'ingresso si dipartono quattro mensole bugnate che reggono il balcone centrale. Al piano nobile si presenta con uno schema simile al pian terreno, l'apertura centrale, con sovrapporta in stucco e terminante con timpano triangolare, è la maggiore e due laterali concave con piattabanda.
L'esterno è caratterizzato dalla facciata posteriore che affaccia sul giardino, l'apparato decorativo è più elaborato di quello principale; rimanda agli stilemi decorativi del Fuga. Al centro della terrazza al piano nobile è presente un padiglione di ordine ionico a timpani triangolari; ai lati sono presenti due rampe di scale che raccordano il piano nobile con il giardino, il quale si estende fino al mare. Alla fine di quest'ultimo c'è un padiglione che fungeva da luogo di accesso alla spiaggia.
Il piano superiore della villa presenta un salone decorato con otto scenette di vita cinese, realizzato alla fine del Settecento da un artista non ancora individuato con certezza.